# Ryan Duncan (Eishockeyspieler)
Ryan Duncan (* 14. Juli 1985 in Calgary, Alberta) ist ein ehemaliger kanadischer Eishockeyspieler, der unter anderem acht Saisonen beim EC Red Bull Salzburg in der Österreichischen Eishockey-Liga verbrachte.

## Karriere
Ryan Duncan begann seine Karriere als Eishockeyspieler bei den Salmon Arm Silverbacks, für die er in der Saison 2004/05 in der British Columbia Hockey League aktiv war. Anschließend spielte der Angreifer vier Jahre lang für die Mannschaft der University of North Dakota. In diesem Zeitraum wurde er unter anderem 2007 zum besten Spieler der Western Collegiate Hockey Association gewählt und erhielt den Hobey Baker Memorial Award als bester männlicher Eishockeyspieler der National Collegiate Athletic Association. Für die Bridgeport Sound Tigers aus der American Hockey League gab er gegen Ende der Saison 2008/09 sein Debüt im professionellen Eishockey, nachdem er zuvor einen Try Out-Vertrag beim Farmteam der New York Islanders unterschrieben hatte. Für die Saison 2009/10 wechselte der Kanadier zum EC Red Bull Salzburg aus der Österreichischen Eishockey-Liga, ehe er im Sommer 2011 nach Nordamerika zurückkehrte.
In der Saison 2013/14 stand er beim EHC Red Bull München in der Deutschen Eishockey Liga, ehe er innerhalb der Red Bull-Gruppe zum EC Salzburg zurückkehrte.

## Erfolge und Auszeichnungen
- 2007 Hobey Baker Memorial Award
- 2007 WCHA-Spieler des Jahres
- 2007 WCHA First All-Star Team
- 2010 IIHF-Continental-Cup-Gewinn mit dem EC Red Bull Salzburg
- 2010 Österreichischer Meister mit dem EC Red Bull Salzburg
- 2011 Bester Stürmer des IIHF Continental Cup
- 2011 All-Star-Team des IIHF Continental Cup
- 2011 Topscorer des IIHF Continental Cup
- 2011 Österreichischer Meister mit dem EC Red Bull Salzburg
- 2015 Österreichischer Meister mit dem EC Red Bull Salzburg
- 2016 Österreichischer Meister mit dem EC Red Bull Salzburg

## Karrierestatistik
(Legende zur Spielerstatistik: Sp oder GP = absolvierte Spiele; T oder G = erzielte Tore; V oder A = erzielte Assists; Pkt oder Pts = erzielte Scorerpunkte; SM oder PIM = erhaltene Strafminuten; +/− = Plus/Minus-Bilanz; PP = erzielte Überzahltore; SH = erzielte Unterzahltore; GW = erzielte Siegtore; 1 Play-downs/Relegation; Kursiv: Statistik nicht vollständig)